# 圣伊藏德苏迪亚克
圣伊藏德苏迪亚克（法語：Saint-Yzan-de-Soudiac，法語發音：[sɛ̃.t‿izɑ̃ də sudjak]）是法国吉伦特省的一个市镇，属于布莱区。

## 地理
圣伊藏德苏迪亚克（45°8'25"N, 0°24'38"W）面积11.14 平方千米，位于法国新阿基坦大区吉倫特省，该省份为法国西南部沿海省份，是法國本土面积最大的省，北起滨海夏朗德省，西临大西洋，南至朗德省，东南接洛特-加龍省，东临多爾多涅省。
与圣伊藏德苏迪亚克接壤的市镇（或旧市镇、城区）包括：比萨克福雷、圣萨万、拉吕斯卡德、圣马里安。

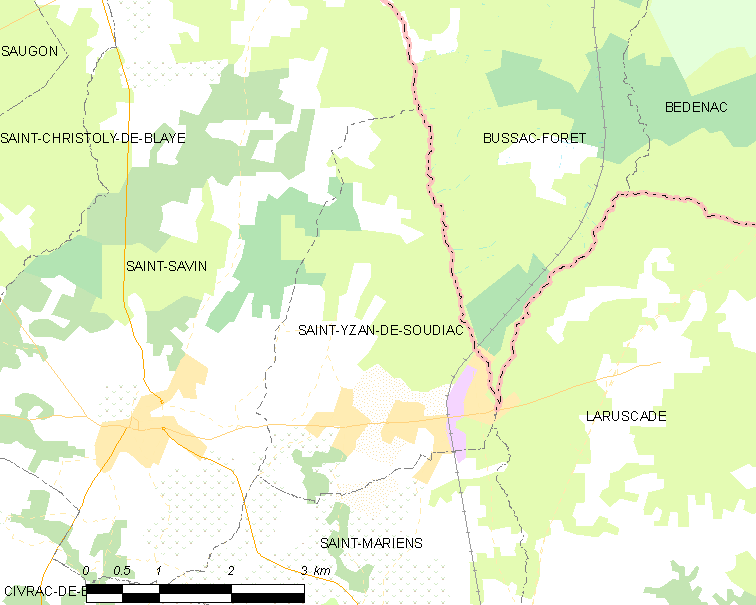
圣伊藏德苏迪亚克的OSM定位图

圣伊藏德苏迪亚克的时区为UTC+01:00、UTC+02:00（夏令时）。

## 行政
圣伊藏德苏迪亚克的邮政编码为33920，INSEE市镇编码为33492。

## 政治
圣伊藏德苏迪亚克所属的省级选区为北吉伦特县。

## 人口

1962-2008年间圣伊藏德苏迪亚克人口变化图示

圣伊藏德苏迪亚克于2022年1月1日时的人口数量为2577人。